# Focke-Wulf Fw 300
Die Focke-Wulf Fw 300 war ein deutscher Flugzeugentwurf des Herstellers Focke-Wulf aus der Zeit des Zweiten Weltkrieges.

## Konzept
Die Fw 300 sollte die größere und verbesserte Nachfolgerin der Fw 200 Condor werden. Bereits 1939 reichte der damalige Chefkonstrukteur von Focke-Wulf, Kurt Tank, die Pläne für ein mittleres Langstreckenflugzeug beim Reichsluftfahrtministerium ein. Der Entwurf sah zunächst eine zivile Nutzung als Verkehrsflugzeug für Transatlantikflüge vor. 1942 gab es dann auch Entwürfe für die militärische Nutzung als Fernkampfflugzeug und Fernerkunder. Im Bremer Werk wurde vor dem Kriegsbeginn eine Rumpfattrappe mit kompletter Inneneinrichtung wie Küche, Waschraum und Einzelkabinen im Maßstab 1:1 erstellt. Nach der Besetzung Frankreichs durch die deutsche Wehrmacht und der Eingliederung der französischen Luftfahrtindustrie begannen unter der Leitung des Ingenieurs Wilhelm Bansemir deutsche und französische Fachleute mit der konstruktiven Ausarbeitung der Fw 300. Bansemir und sein Stab von Fachkräften siedelten dazu nach Paris zur Firma SNCASO über. Zwei Jahre später war das Projekt baureif. Obwohl die gesamte Konzeption sehr fortschrittlich war, erhielt Focke-Wulf auf Grund der Kriegslage keine Bauerlaubnis.

## Technische Daten
- Typ: Viermotoriges Verkehrsflugzeug
- Tragflächen: Freitragender Tiefdecker, Ganzmetallbauweise
- Rumpf: Ganzmetall-Schalenrumpf
- Fahrwerk: Einziehbares Fahrwerk mit vier Haupträdern
- Triebwerk: Vier flüssigkeitsgekühlte Zwölfzylinder-V-Motoren Daimler-Benz DB 603 mit je 1950 PS Startleistung

Treibstoffkapazität: 19.600 l
Nutzlast: 3.500 kg
Reichweite: 7.000 km
- Besatzung: 5 + 40 Passagiere in Druckkabine, Unterbringung der Passagiere in Einzelkabinen